# اواز
اواز (به روسی: УАЗ) (به لاتین:UAZ) شرکت خودروسازی روسی است، که در شهر اولیانوفسک، روسیه مستقر می‌باشد و انواع خودروهای اس‌یووی، اتوبوس و کامیون را تولید می‌کند. شرکت اواز فعالیت خود را از سال ۱۹۴۱ آغاز کرد و در حال حاضر از شرکت‌های زیرمجموعه شرکت خودروسازی سولرس به‌شمار می‌آید.

## تاریخچه

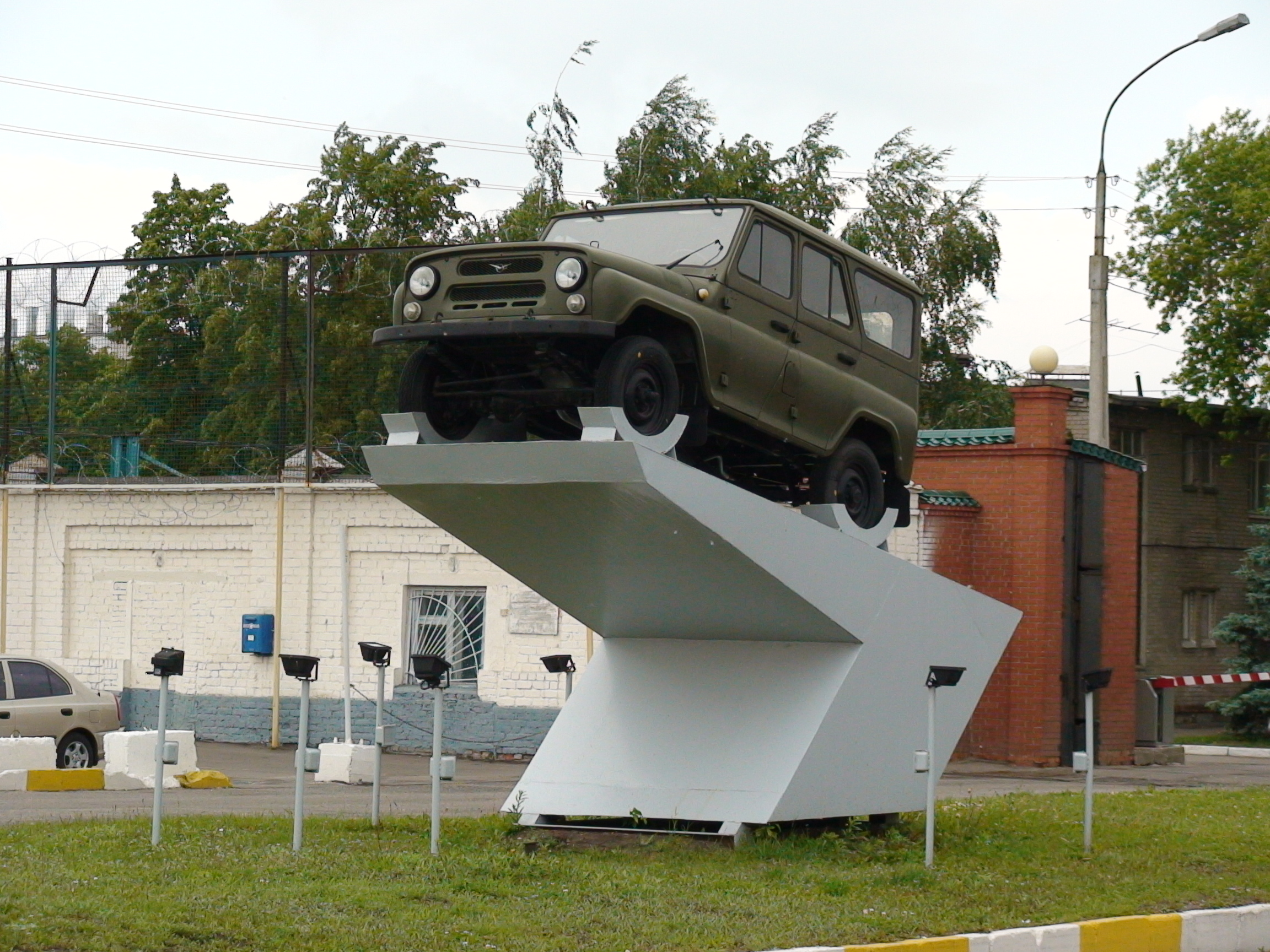
اواز ۴۶۹ در مقر اواز در اولیانوفسک

### تأسیس
در سال ۱۹۴۱، پس از آغاز جنگ جهانی دوم، دولت ژوزف استالین تلاش بزرگی را جهت نجات صنایع کشور شوروی آغاز کرد چراکه بخشی از سرزمین روسیه بدست ارتش آلمان درآمده بود و آلمانی‌ها بسیار به مسکو نزدیک شده بودند.
تصمیم نخست آن بود، که شرکت زیس (ZIS) که یک کارخانه تولید هواپیماهای مسافری بود از مسکو به شهر اولیانوفسک منتقل گردد. شهری که در منطقه رودخانه ولگا قرار دارد و از نظر نیروی انسانی افرادی با مهارت در آن حضور دارند، اما با توجه به رسیدن آلمانی‌ها، مجموعه‌ای که برای زیس در نظر گرفته شده بود، برای تولید خودرو مورد استفاده قرار گرفت.
در سال ۱۹۴۳ در حالی که آلمانی‌ها در حال شکست بودند، عملاً به جای شرکت زیس یک شرکت خودروسازی ایجاد شده بود و به تولید خودروهای مورد استفاده در جنگ اشتغال داشت.
در سال ۱۹۵۰ تنها خودروی آفرود حکومت شوروی تحت عنوان گاز-۶۹ برای تولید به شهر الیانوفسک منتقل شد.این خط تولید نقطه‌ای آغازین برای تولید خودروهای آفرود روسیه تلقی می‌شود.

### دوران طلایی
در میانه دهه ۱۹۶۰ میلادی، خودروی گاز-۶۹ جای خود را به اواز ۴۶۹ داد، که بسیار شبیه خودروی جیپ بود.این خودرو برای کاربریهای شخصی آماده نشده بود و به همین جهت توسط پلیس بکار برده می‌شد.
در سال ۱۹۶۶ شرکت او از خودروی آفرود خود را تحت عنوان او از ۴۵۲ را تولید کرد که بیشتری کاربریش در ارتش و پلیس بود.این خودرو به‌دلیل سادگی و توانایی‌های آفرود آن، به خودروی محبوبی تبدیل شد و جایگزین جیپ آمریکا، لندرور انگلیس با قیمتی پایینتر و امکاناتی مشابه شد.

### بحران
شرکت او از در سال‌های فروپاشی حکومت شوروی دچار افت در تولید و فروش شد و تنها خودرویی که در این دوره به بازار معرفی کرد، او از هانتر بود.
در سال ۲۰۰۴، این شرکت به گروه سروستال فروخته شد.این گروه همچنان کارخانه ZMA در شهر نابرژنی چلنی را خرید.در سال ۲۰۰۵ یک اس‌یووی جدید با نام پاتریوت که در آن از قطعات غیرروسی هم استفاده شده‌است، با ظرفیتی بالاتر و توانایی آفرود و قیمتی مناسب، تولید گردید. در عین حال، او از یک پیکاپ چهار در را نیز معرفی کرده‌است.

## نگارخانه

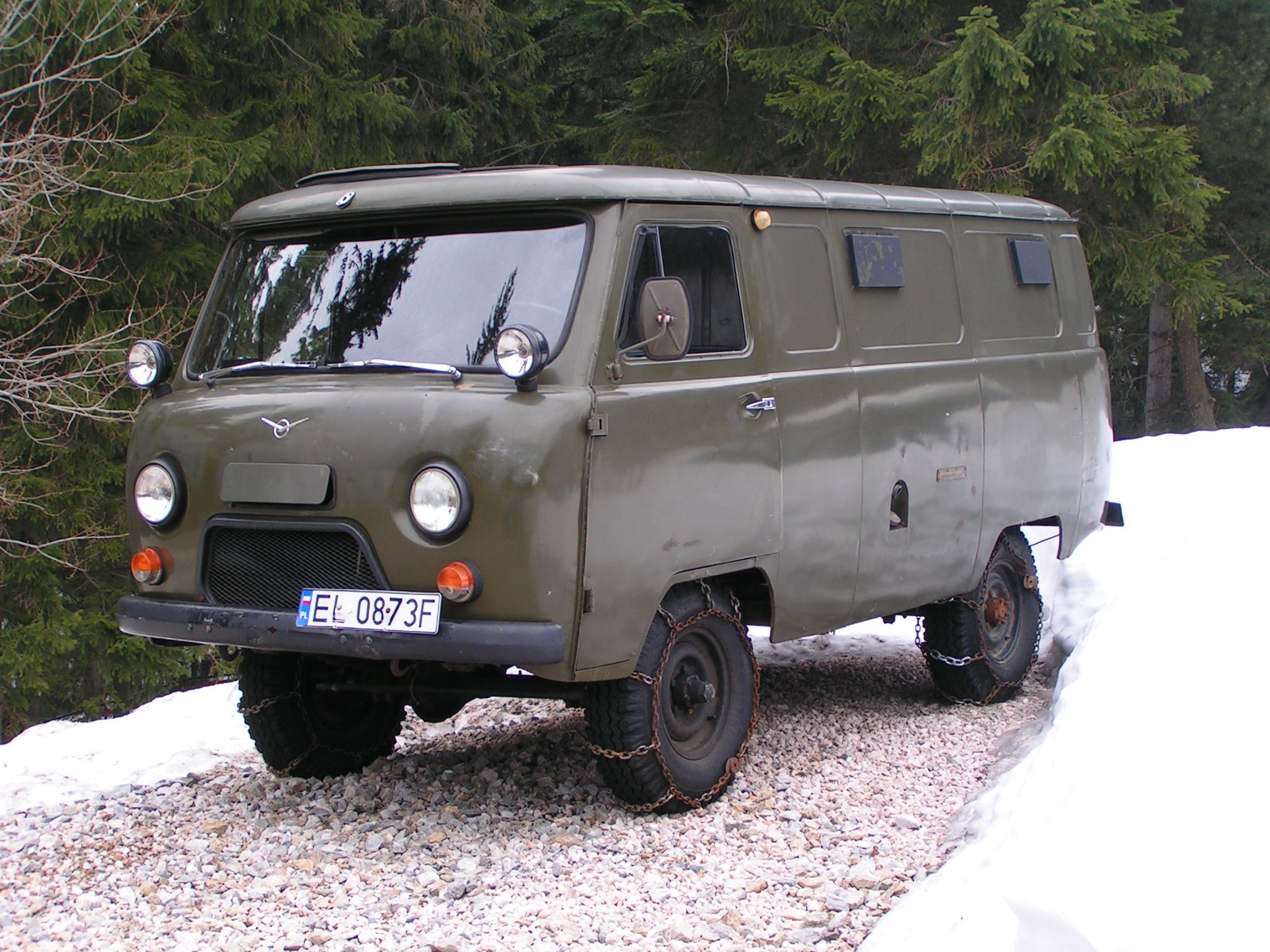
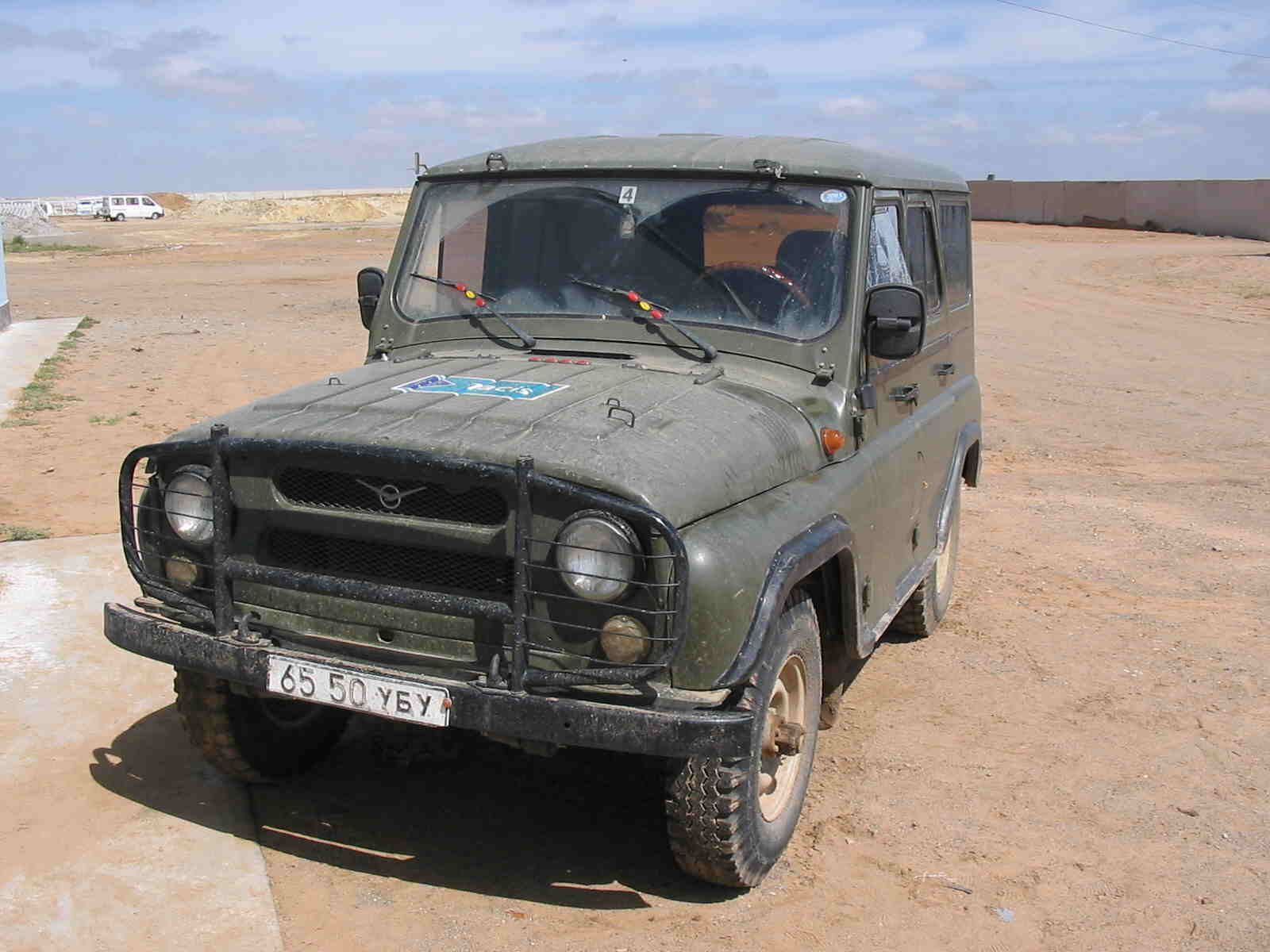
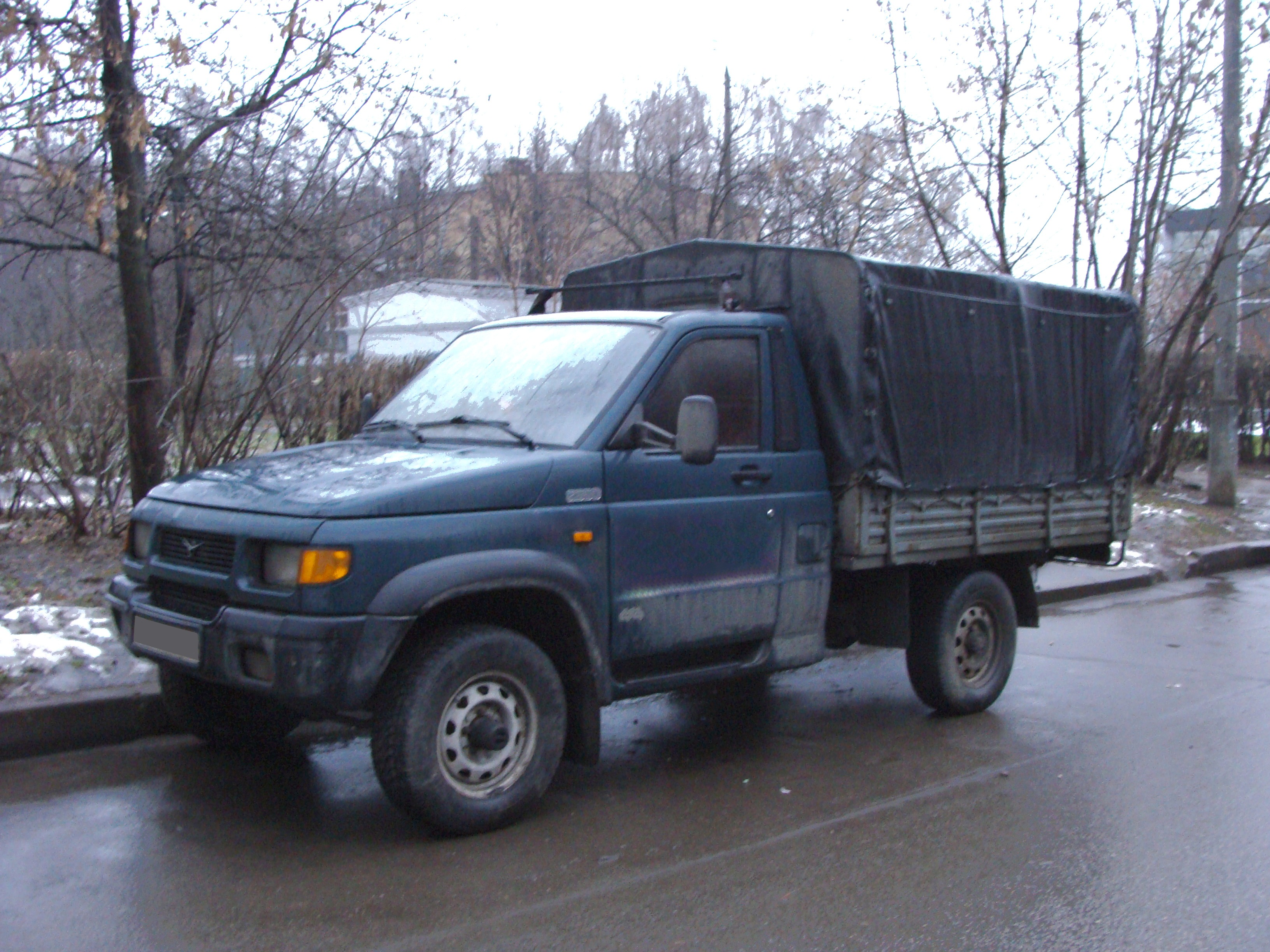
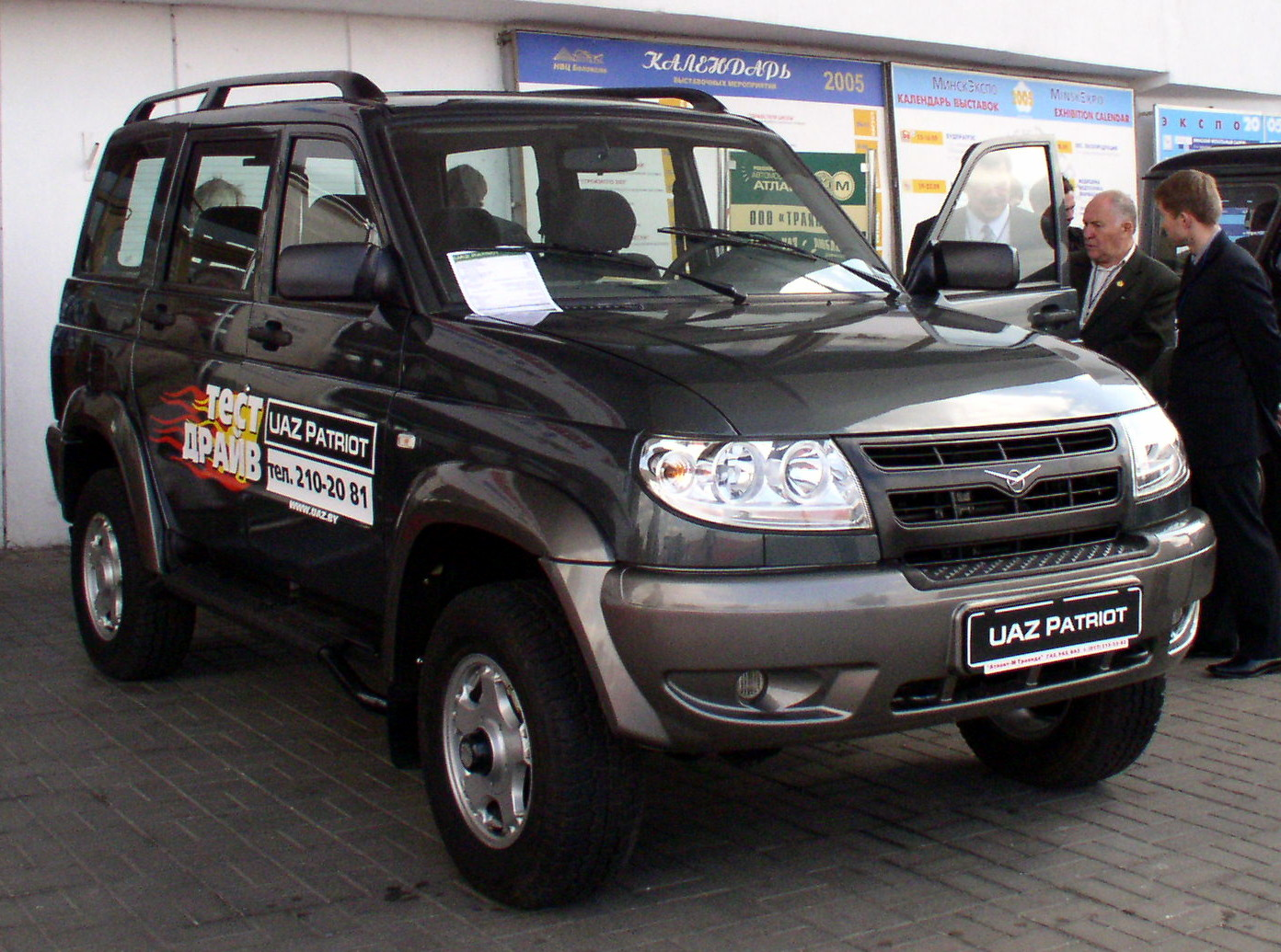
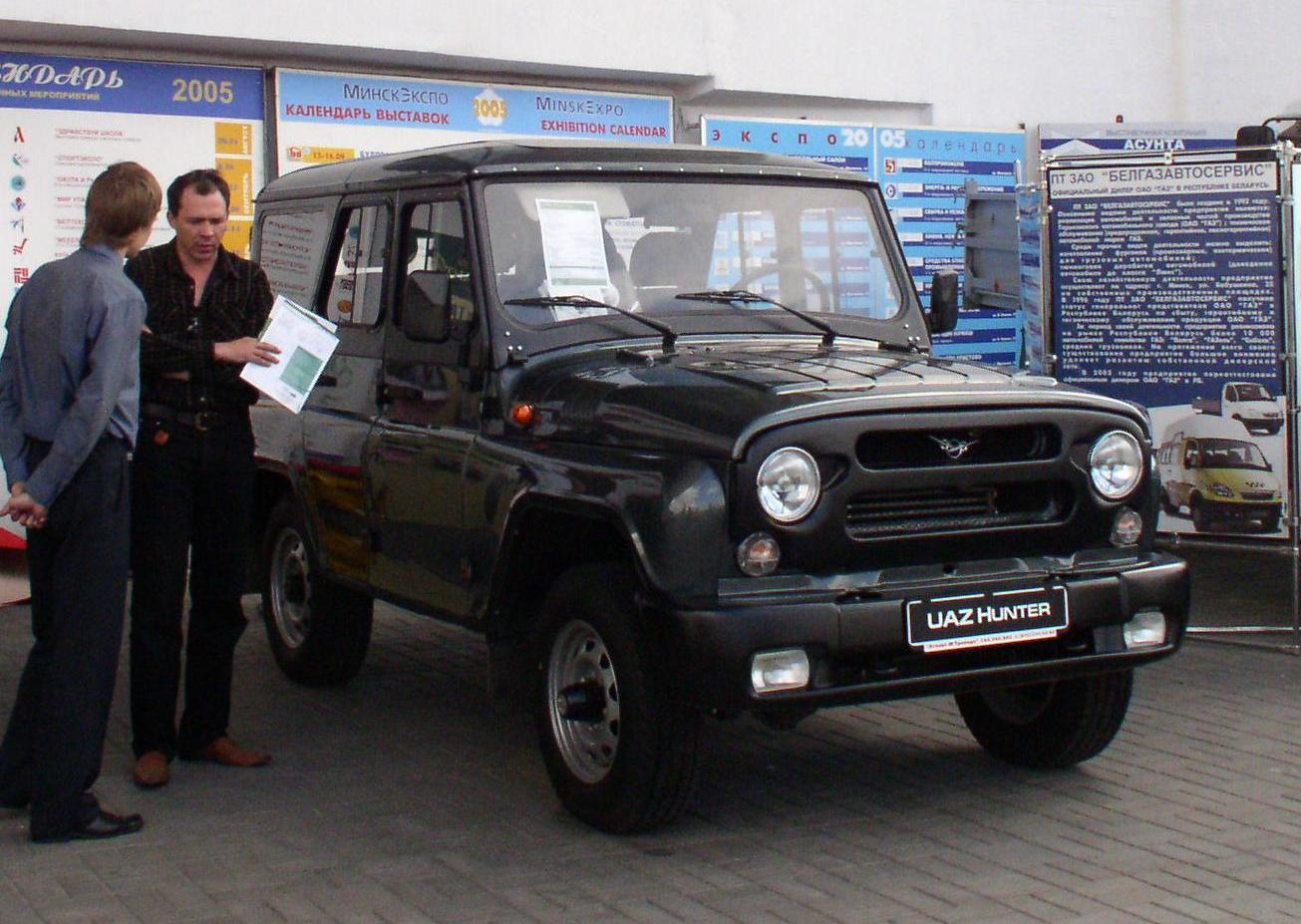
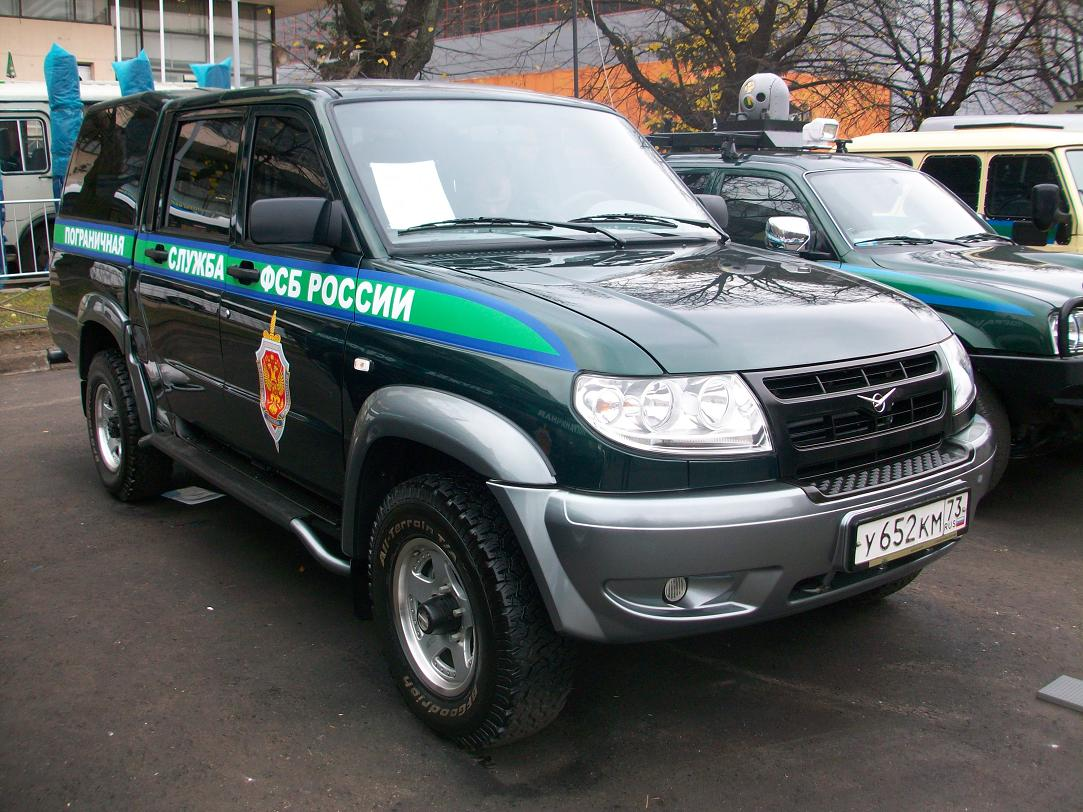
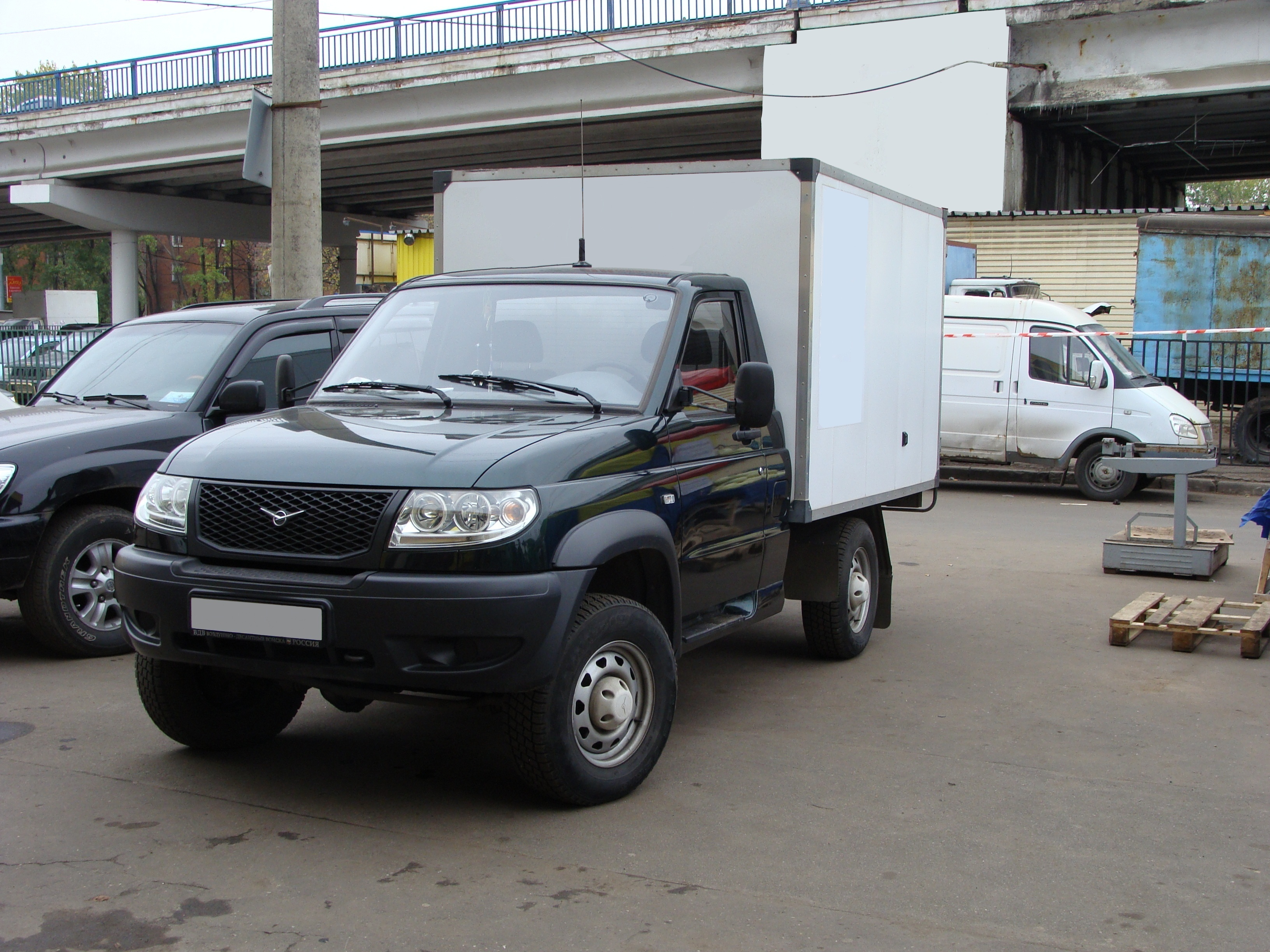
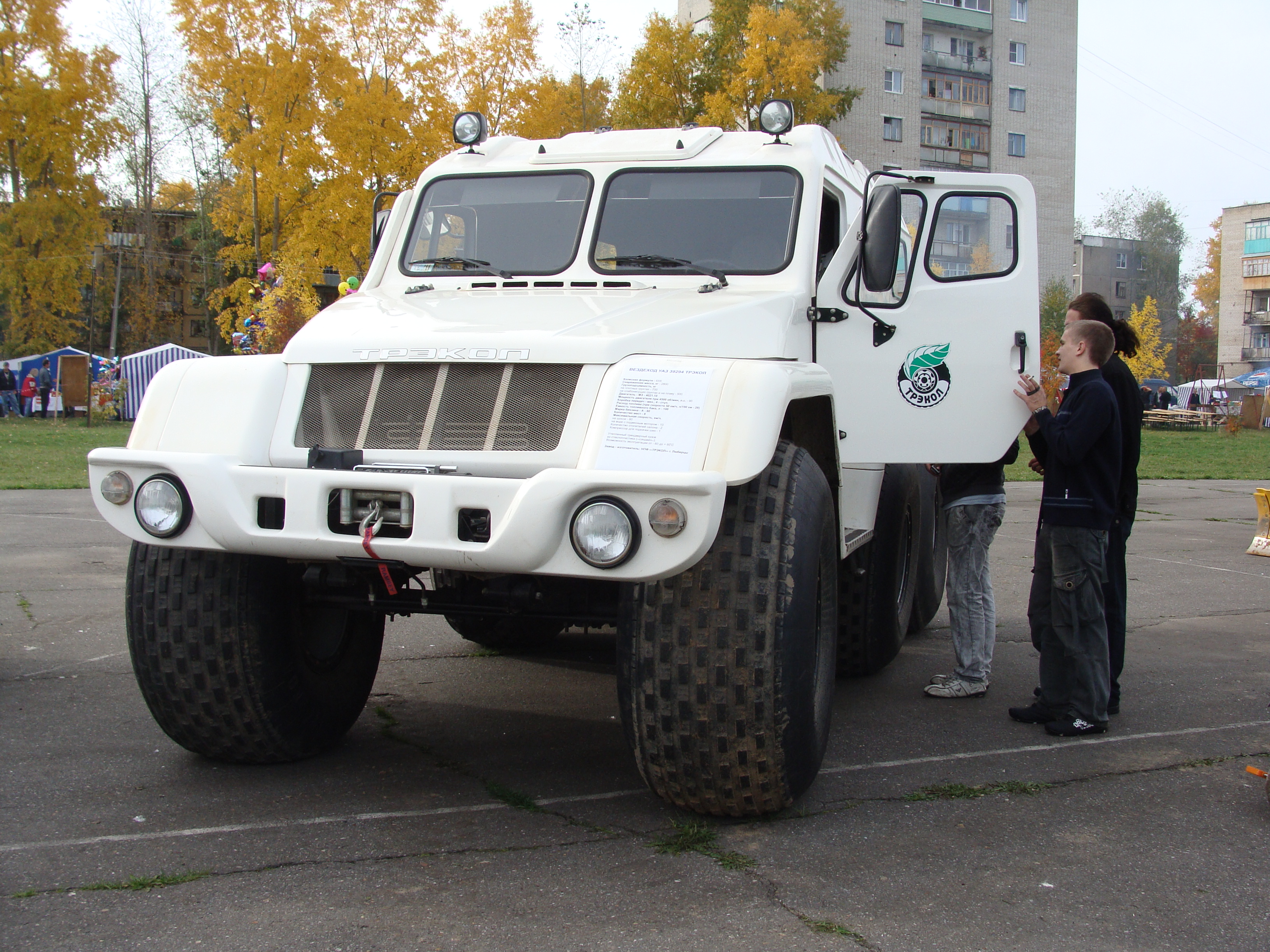